# Фальсификация пищевых продуктов

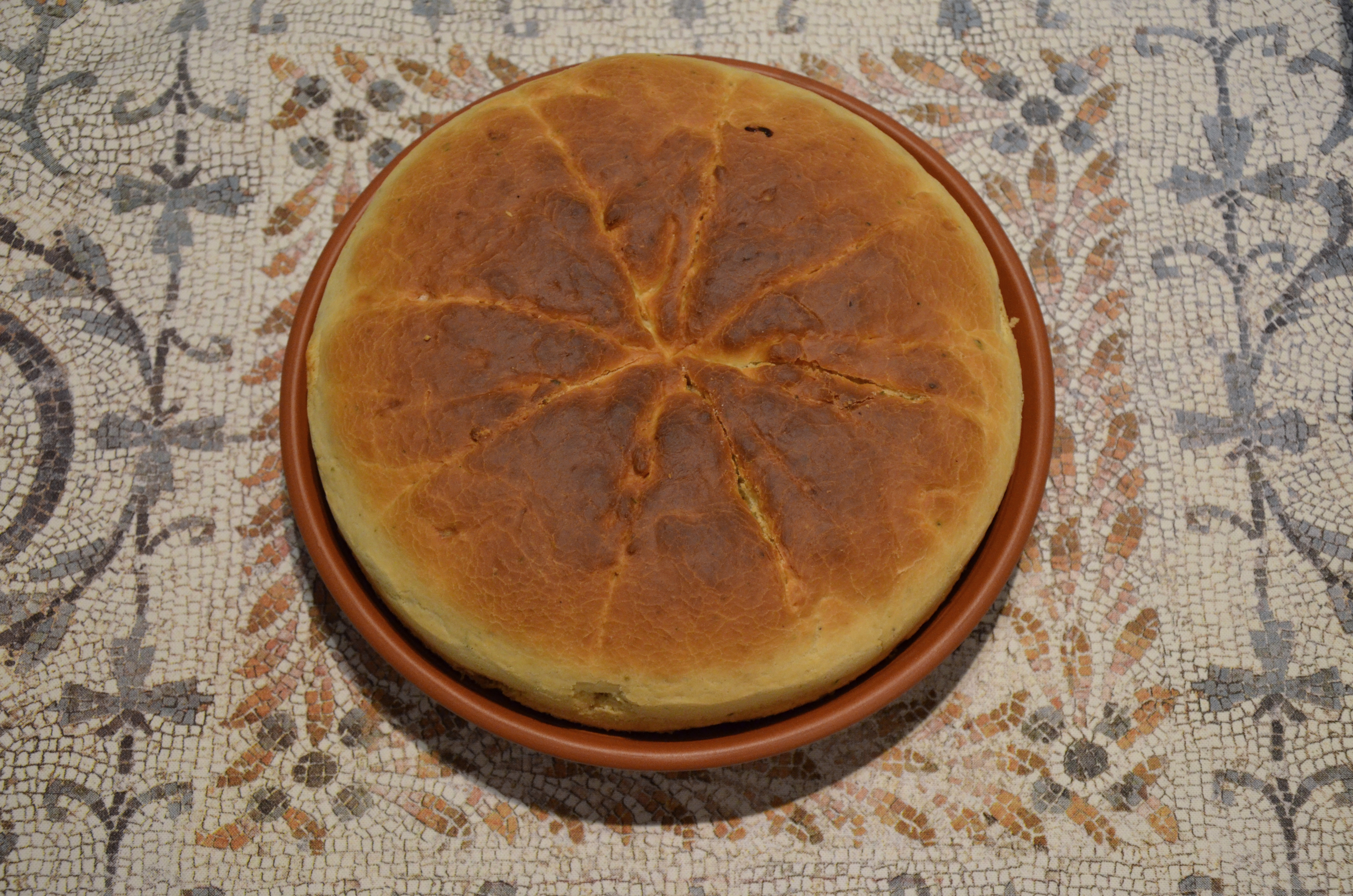
Римский хлеб

Фальсификация пищевых продуктов — подмешивание более дешёвых веществ в пищевые продукты с целью уменьшения себестоимости производства. Известна с древности, в основном встречается в отношении дорогих продуктов; в ситуации резкого дефицита привычные продукты часто заменяют на эрзац.
Фальсификация хлеба путём подмешивания в него мела известна со времён Римской империи; в Средние века сухие товары вроде пряностей для увеличения массы подмачивали. При фальсификации могут использоваться опасные для употребления внутрь вещества — так, красный перец разбавляли толчёной киноварью, ядовитым соединением.
После промышленной революции в Европе связь между продавцом и покупателем ослабла, и масштабы фальсификации пищевых продуктов многократно возросли. По некоторым данным, в 1850-х годах в перец добавляли костную муку, а горчичное семя составляло не более пятой части продаваемой горчицы, основной объём давала мука и штукатурка. В XIX столетии химики начали публиковать работы, свидетельствующие о массовых фальсификациях продуктов питания, а также об опасности веществ, которыми их разбавляют; постепенно европейские государства начали вводить законы, требующие указания полного состава продукта на упаковке и запрещающие фальсификацию; на этой же волне было создано Управление по санитарному надзору за качеством пищевых продуктов и медикаментов США.
Контролирующие органы могут требовать отзыва фальсифицированного продукта, налагать юридическую ответственность на лица, осуществившие фальсификацию, уничтожать фальсифицированные продукты и распространять информацию о факте фальсификации.
Несмотря на юридические последствия, случаи фальсификации продуктов продолжают периодически происходить. Так, в 1981 году в Испании несколько сотен человек погибли, отравившись фальсифицированным оливковым маслом, сымитированным при помощи смеси рапсового масла и анилина. В 2012 году в Индии, по оценкам FSSAI, около 70 процентов молока содержало инородные добавки (в основном жир, сухое молоко и глюкозу), либо было разбавлено водой; в восточных штатах страны все исследованные образцы были фальсифицированы.
Объём поддельных итальянских продуктов питания, по данным влиятельной сельхозорганизации Coldiretti, только в агропродовольственном секторе на 2022 год уже превысил 120 млрд евро (особенно на развивающихся рынках), что вдвое больше объема экспорта. Это обходится Италии в 300 тыс. рабочих мест.